# اینگلیش الکتریک لایتنینگ
انگلیش الکتریک لایتنینگ (به انگلیسی: English Electric Lightning) هواپیمای جنگنده ما فوق صوت و رهگیری بریتانیایی است که به دو موتور توربوجت Rolls-Royce Avon مجهز بود و در ابتدای جنگ سرد در شرکت انگلیش الکتریک طراحی شد. لایتنینگ در سال ۱۹۵۴ برای اولین بار به پرواز درآمد و سال ۱۹۵۹ در نیروی هوایی بریتانیا به خدمت گرفته شد. این جت دوموتوره و تک‌سرنشینه نخستین هواپیمایی بود که از قابلیت پرواز ابرپیمایش (سوپر کروز) برخوردار بود و تا به امروز نیز تنها هواپیمای جنگندهٔ بریتانیایی با سرعت بیش از دو ماخ باقی مانده‌است.
نکته ای که همیشه باید در نظر گرفت بحث ملی‌گرایی در کشورهای صنعتی می‌باشد. انگلیسش الکتریک لایتنینگ در اندازه غیرقابل انکاری از جنگنده‌های هم عصرش عقب بود و با وجود این‌که انگلیسی‌ها می‌دانستند جنگنده‌هایی مثل میگ_۲۱، فانتوم به آن برتری دارند باز روی تولیدش پافشاری کردند. البته این را هم باید گفت که این جت به عنوان جنگنده ای موقت بکارگرفته شد و انگلیسی‌ها آن را برای خط مقدم و مدت طولانی در نظر نداشتند.
در مجموع ۳۳۷ فروند انگلیش الکتریک لایتنینگ تولید شد. جایگزینی تدریجی این هواپیما از سال ۱۹۷۴ ابتدا با اف-۴ فانتوم ۲ آغاز و کمی بعد با جنگنده پاناویا تورنادو جایگزین و تا سال ۱۹۸۸ این جنگنده به‌طور کامل در نیروی هوایی بریتانیا بازنشسته شد.
مدل اف- ۵۳ این جنگنده که قابلیت‌های حمله به زمین و شناسایی هم به آن افزوده شده بود، به کشورهای عربستان و کویت صادر شد. کویتی‌ها در عملیاتی کردن این هواپیمای پیچیده با مشکلات زیادی روبه‌رو شدند و در سال ۱۹۷۷ آن را کنار گذاشته و جنگنده‌های جدید میراژ اف-۱ فرانسوی را جایگزین آن‌ها کردند. اما عربستانی‌ها که از حمایت فنی انگلیسی‌ها استفاده می‌کردند تا سال ۱۹۸۶ از لایتنینگ‌های خود استفاده می‌کردند و در درگیری‌های مرزی سال‌های ۷۰–۱۹۶۹ با یمن جنوبی نیز از آن برای مأموریت‌های حمله به زمین و شناسایی هوایی استفاده کردند. از سال ۱۹۸۱ اف-۵‌های خریداری شده از آمریکا جای لایتنینگ‌های سعودی را در مأموریت‌های حمله به زمین گرفتند و تا سال ۱۹۸۶ مأموریت‌های رهگیری لایتنینگ‌های سعودی هم به‌طور کامل به اف-۱۵ ایگل خریداری شده از آمریکا و پاناویا تورنادو اروپایی سپرده شد که از نظر برد عملیاتی، ظرفیت حمل مهمات و اویونیک برتری قابل توجهی بر لایتنینگ داشتند.